# Борго-Сан-Джованні
Борго-Сан-Джованні (італ. Borgo San Giovanni) — муніципалітет в Італії, у регіоні Ломбардія, провінція Лоді.
Борго-Сан-Джованні розташоване на відстані близько 450 км на північний захід від Рима, 29 км на південний схід від Мілана, 8 км на південний захід від Лоді.
Населення — 2475 осіб (2023).
Щорічний фестиваль відбувається першої неділі вересня. Покровитель — San Giovanni Decollato.

## Демографія
Населення за роками:

Станом на 1 січня 2023 року в муніципалітеті офіційно проживали 243 іноземці з 24 країн, серед них 90 громадян країн Євросоюзу та 11 громадян України.

## Сусідні муніципалітети
- Кастірага-Відардо
- Лоді-Веккіо
- П'єве-Фіссірага
- Салерано-суль-Ламбро
- Сант'Анджело-Лодіджано